# Ahmed Badrakhan
Ahmed Badrakhan (arabe : أحمد بدرخان), de son vrai nom Ahmed Badr Khan, né le 18 septembre 1909 à Alexandrie et décédé le 29 août 1969 au Caire est un réalisateur égyptien. 
Auteur entre autres de Fatma (1947), C'est toi que j'aime (Ahebbak inta, 1949), Dernier mensonge (Akher Kedba, 1950) et Taxi de l'amour (Taxi Al-Gharaam) il créa de nombreux films qui eurent un franc succès .

## Filmographie

### Réalisateur
- 1936 : Chanson d'espoir
- 1938 : Quelque chose de rien
- 1940 : Dananir (ar)
- 1940 : Vie obscure
- 1941 : Victoire de la jeunesse
- 1941 : Tempête sur la province
- 1942 : Aïda, chanteuse du Nil
- 1942 : Sur la scène de la vie
- 1944 : Un baiser au Liban
- 1944 : Qui est le criminel ?
- 1944 : Les Innocents
- 1945 : Je ne peux pas
- 1945 : Lune de miel
- 1945 : Hello taxi
- 1945 : La Nouvelle Génération
- 1946 : Gloire et larmes
- 1946 : Le Retour de la caravane
- 1946 : Les Apparences trompeuses
- 1947 : Fatma
- 1947 : Embrasse-moi mon père
- 1947 : Le Caire-Bagdad
- 1948 : C'est toi que j'aime
- 1949 : Toi et moi
- 1950 : Dernier Mensonge
- 1951 : L'honneur est précieux
- 1951 : Une nuit d'amour
- 1952 : Je veux me marier
- 1952 : La Foi
- 1952 : Moustapha Kamel
- 1953 : La Chanson de mon amour
- 1954 : Pour tes beaux yeux
- 1954 : Promesse
- 1955 : Serment d'amour
- 1955 : Dieu est avec nous
- 1956 : Comment t'oublier ?
- 1956 : La Petite Poupée
- 1958 : Une étrangère
- 1966 : Sayed Darwich
- 1967 : L'Autre Moitié
- 1968 : Nadia
- 1968 : Afrah

### Producteur
- 1946 : Le Monde va bien
- 1946 : Gloire et larmes
- 1947 : Justice divine
- 1947 : Embrasse-moi mon père
- 1947 : La Colombe de la paix
- 1947 : Le Caire-Bagdad
- 1948 : Evadé de prison
- 1948 : Nuit paisible
- 1950 : Le Rivage de l'amour
- 1951 : Une nuit d'amour
- 1952 : Le Grand Bouffon
- 1952 : Moustapha Kamel